# Skyjo
Skyjo [skaɪˌdʒoʊ] ist ein Kartenspiel des Spieleautors Alexander Bernhardt, das im Jahr 2015 bei dem von ihm gegründeten Verlag Magilano erschienen ist. Das Spiel ähnelt dem Spiel Biberbande und vergleichbaren Spielen und basiert wie diese auf dem im englischsprachigen Raum bekannten Spiel Golf, das mit gewöhnlichen Spielkarten gespielt wird, nutzt allerdings eine Auslage von 12 Karten pro Spieler.

## Thema und Ausstattung
Bei Skyjo versuchen die Spieler, eine möglichst niedrige Kartenauslage aus zwölf Karten zu bilden, die anfangs verdeckt vor ihnen auf dem Tisch liegen. Dabei versuchen sie, Karten mit hohen Werten loszuwerden und nach und nach durch niedrigere Karten zu ersetzen. Den Spielern sind dabei allerdings auch immer nur einzelne der ausliegenden verdeckten Karten bekannt. Im Lauf des Spiels werden mehr und mehr Karten der Auslage aufgedeckt und wenn ein Spieler die komplette Auslage geöffnet hat, endet das Spiel.
Das Spielmaterial besteht neben einer Spielanleitung aus 150 Spielkarten mit Werten von −2 bis +12. Die Kartenverteilung ist von +1 bis +12 jeweils 10-mal, die −1 kommt ebenfalls 10-mal vor, während die 0 15-mal und die −2 nur 5 mal vorkommt.

## Spielweise
Zu Beginn des Spiels werden die Spielkarten gemischt und jeder Spieler erhält zwölf Karten, die er ungesehen und verdeckt nebeneinander mit einem Raster von 3 mal 4 Karten vor sich auslegt. Die restlichen Karten bilden einen verdeckten Nachziehstapel, der in der Tischmitte platziert wird. Die oberste Karte des Nachziehstapels wird abgehoben und offen daneben als erste Karte des Ablagestapels ausgelegt.
Jeder Spieler dreht zu Spielbeginn zwei seiner verdeckten Karten um. Beginnend mit dem Startspieler spielen die Mitspieler im Uhrzeigersinn, jeder Spieler muss in seinem Zug entweder die oberste Karte vom verdeckten Nachziehstapel oder die oberste Karte des offenen Ablagestapels nehmen. Entscheidet er sich für die oberste Karte des Nachziehstapels, sieht er sich diese an und kann sie entweder direkt auf den Ablagestapel abwerfen oder sie gegen eine seines Kartendecks austauschen. Wirft er die Karte ab, muss er eine beliebige seiner verdeckten Karten umdrehen. Tauscht er die Karte vom Ablagestapel gegen eine verdeckte (Anschauen untersagt) oder offene Karte, nimmt er diese und wirft sie ab; die neue Karte muss in die Auslage gelegt werden. Sind in einer Spalte dieselben Zahlen, wird die ganze Spalte aus dem Spiel genommen.
Wenn der Spieler seine Aktion ausgeführt hat, kommt der nächste Spieler an die Reihe. Gespielt wird, bis ein Spieler nach seiner Aktion die letzte verdeckte Karte umgedreht und entsprechend eine vollständig offene Auslage hat. Damit leitet der Spieler die letzte Runde ein und alle anderen Mitspieler kommen noch einmal an die Reihe. Nach dem Durchgang decken alle Spieler ihre Karten auf und addieren die Kartenwerte. Hat der Spieler, der die Runde beendet hat, nicht die geringste Punktezahl, werden seine Punkte doppelt gewertet. Die Punkte werden notiert und die nächste Runde wird gestartet.
Insgesamt werden so viele Durchgänge gespielt, bis ein Spieler 100 Punkte erspielt und damit das Gesamtspiel verloren hat.

## Versionen und Rezeption
Das Spiel Skyjo wurde 2015 von Alexander Bernhardt in dessen Spieleverlag Magilano in einer französischen und einer multilingualen Version veröffentlicht. Mit Skyjo Action erschien 2019 ein auf Skyjo aufbauendes Spiel mit verschiedenen Sonderkarten und einigen neuen Regeln.
Laut brettspielblog.ch hat Skyjo „ganz unauffällig […] seinen Erfolgszug durch die Spielelandschaft angetreten. Es ist ein wenig so, wie man es sich wünscht: Da wird ein Spiel empfohlen und durch Mund-zu-Mund-Propaganda steht es bald in vielen Haushalten.“ Es bewertet Skyjo als „Türöffner“ und „Einsteigerspiel“ sowie „eine Art UNO für Erwachsene“. Es resümiert: „Skyjo hat nicht den Anspruch, ein knackiges Strategiespiel zu sein. Es ist ein flottes Einsteigerspiel, simpel, mit Überraschungs- und Glücksmomenten. Damit lockt man Leute an den Spieltisch!“

## Belege
1. 1 2 3 4 5 6 7  Spieleanleitung Skyjo, Magilano 2015
2. ↑  Skyjo, Versionen bei BoardGameGeek. Abgerufen am 2. August 2021.
3. ↑  Skyjo Action bei BoardGameGeek. Abgerufen am 2. August 2021.
4. 1 2 3  Skyjo, Rezension bei brettspielblog.ch. Abgerufen am 2. August 2021.